# Beatriz Lockhart
Beatriz Lockhart (Montevideo, 17 de enero de 1944-23 de noviembre de 2015) fue una compositora, pianista y docente uruguaya, discípula de Carlos Estrada y Héctor Tosar.

## Trayectoria
Comenzó sus estudios de piano a los seis años con la profesora Emilia Conti de Álvarez. A los 15 años de edad ingresó al Conservatorio Nacional de Música (hoy Escuela Universitaria de Música) donde estudió composición con Carlos Estrada y Héctor Tosar.
Durante el bienio 1969-70 continuó su formación en el Centro Latinoamericano de Altos Estudios Musicales del Instituto Di Tella en Buenos Aires, Argentina, centro dirigido por el Maestro Alberto Ginastera. Allí siguió cursos de composición con Gerardo Gandini y Luigi Nono y de música electroacústica con Francisco Kröpfl.
A partir de 1973 estudió en la Accademia Musicale Chigiana de la ciudad de Siena (Italia), con el maestro Franco Donatoni, gracias a una beca que le otorgó el Instituto Italolatinoamericano con sede en Roma. Concluida su beca, ocupó un cargo docente en Uruguay pero fue destituida después del golpe de Estado de 1973 y debió exiliarse en Venezuela junto a su esposo el también compositor Antonio Mastrogiovanni. En Caracas realizó cursos de música electroacústica con el compositor argentino Eduardo Kusnir. Fue docente en los principales conservatorios de la ciudad y obtuvo varios premios: Premio Único de Composición «Aniversario de la Universidad Simón Bolívar» (1978), Premio Nacional de Música (1980, 1984) y Premio Municipal de Música (1978, 1983, 1984, 1987). En 1988 regresó a Uruguay.
Tanto en Venezuela como en Uruguay, dictó cátedras de solfeo, armonía, contrapunto, fuga, análisis, composición, y órgano, e instituciones como el Ciclo Combinado «Miguel José Sanz» y Teclados de Venezuela C.A. en Barquisimeto; Fundación Musical Musiyama, Conservatorio Nacional de Música Juan José Landaeta , Escuela de Música «José Lorenzo Llamozas», Colegio Musical «Emil Friedman», Escuela de Música «Pedro Nolasco Colón» en Caracas y en Uruguay en el Conservatorio Nacional de Música, Institutos Normales «María Stagnero de Munar» y «Joaquín R. Sánchez», Escuela Municipal de Música y el Instituto de Profesores Artigas.
En 2001 fue una de las fundadoras de Asociación Mujeres en Música, filial en Uruguay de la Fundación Adkins Chiti: Donne in Musica.
En 2008 presentó su CD con obras de cámara y para orquesta inspiradas en la música popular montevideana, titulado Música para la ciudad de Montevideo.
Entre los varios premios que ha merecido por su trayectoria figuran el premio «Morosoli de Plata» en la categoría «Música culta» (2012) y el Premio Iris (2013).

## Vida privada
Contrajo matrimonio con el compositor Antonio Mastrogiovanni, fue madre de la violista Mariana Mastrogiovanni.
Falleció el 23 de noviembre de 2015 a los 71 años.

## Premios
- 1970, Premio Único del Concurso Anual de Composición, Organizado por la Orquesta Sinfónica Municipal (Montevideo)
- 1970, Gran Premio de Composición Concurso Internacional de Composición del Instituto Panamericano de Cultura. (Montevideo)
- 1978, Premio Único de Composición Aniversario de la Universidad Simón Bolívar. Caracas
- 1978, Premio Municipal de Música Caracas
- 1980, Premio Nacional de Música. Caracas
- 1983, Premio Municipal de Música. Caracas
- 1984, Premio Nacional de Música. Caracas
- 1984, Premio Municipal de Música. Caracas
- 1985, Premio del Concurso Nacional de la Música del Himno de las Sociedades Bolivarianas Estudiantiles, Caracas
- 1987, Premio Municipal de Música. Caracas
- 1988, Premio de la 8ª Trimalca (Tribuna Musical de América Latina y el Caribe) Rosario, Argentina
- 2000, Mujer del Año y Socia de Honor por la Asociación Mundial de Mujeres Periodistas y Escritoras, Capítulo Uruguay.
- 2006, Premio Virgen del Pintado, a la trayectoria musical. Florida, Uruguay
- 2012, Premio Morosoli de Plata a la trayectoria musical. Minas, Uruguay.
- 2013, Premio Iris a la trayectoria musical. Montevideo, Uruguay.
- 2013, Premio Alas

## Obras
- Concerto Grosso para orquesta de cuerdas (1966). Estreno: Orquesta Sinfónica Municipal. Dirección: Carlos Estrada (Montevideo, 1966)
- Homenaje a Federico García Lorca dos canciones para soprano y piano: La Guitarra y Canción del Jinete, sobre textos de Federico García Lorca) (versión para soprano y guitarra) (1966) Estreno: Ivonne Montero (sopr.) y Juan Ancys (piano) (Montevideo, 1968)
- La Lluvia para soprano y piano. Texto de Rafael Alberto Arrieta. (1966) Estreno: Ivonne Montero (soprano) y Juan Ancys (piano) (Montevideo, 1968)
- Homenaje a Maurice Ravel Suite para piano (1966) Estreno: Carmen Navarro. (Montevideo, 1968)
- Passacaglia para órgano (1966) Estreno: Jorge Sánchez. (Sâo Bento, Brasil. 1999)
- Variaciones para piano (o Tema con Variaciones) (1968) Grabada por Carmen Navarro. (Montevideo, 2000)
- Tríptico Sudamericano (Giros Pampeanos, Pentafonías, Giros Negrescos) para violín, viola, violonchelo y piano. (1968) Estreno: Carlo Zusi (violín), Mario Mescoli (viola), Nicolae Sarpe (violonchelo) y Harriet Serr (piano). (Caracas, 1978)
- Ejercicio I obra electroacústica. (1970) Estreno: Buenos Aires, 1970
- Ecos para orquesta. (1970) sin estrenar
- Trío para flauta, oboe y clarinete. (1974) Estreno: Vicenzo Caroli (flauta), Franco Volpe (oboe) y Alberto Bonacina (clarinete) (Siena, Italia. 1974)
- Microconcierto para piano y conjunto de percusión. (1979) Estreno: Conjunto de Percusión de la Orquesta Juvenil Simón Bolívar. (Caracas, 1979)
- Joropo para piano. (versión para piano a 4 manos) Estreno: Juan Francisco Sans y Mariantonia Palacios (Caracas, 1986)
- Merengue para piano. (versión para piano a 4 manos) (1981) Estreno: Adriana Moraga y Elizabeth Guerrero. (Caracas, 1994)
- Estampas Criollas (Bambuco, Vals, Merengue, Joropo) (para orquesta de cámara) (versión para cuarteto de clarinetes) (1981) Estreno: Orquesta Juvenil de los Llanos de Venezuela . Dirección: Henry Zambrano. (Caracas, 1985)
- Homenaje a Andrés Bello Cantata para bajo y gran orquesta. Texto de Andrés Bello. (1982) (sin estrenar)
- Tiempo de Mariposas para coro a capela. (versión para cuarteto vocal y 2 pianos) (texto de Laura María Celis) (1982) Estreno: en versión para cuarteto vocal y 2 pianos por el Ensemble Brahms de Caracas. (Caracas, 1994)
- Estudio para piano (1983) (sin estrenar)
- Convergencias para saxo en mi bemol y xilomarimba (versión para clarinete en si bemol y vibráfono) (1984) Estreno: “Dúo Contemporáneo” de Holanda (Henri Bok - Evert le Mair) (Caracas, 1984)
- Himno de las Sociedades Bolivarianas Estudiantiles (1984) Estreno: Caracas, 1985
- Valse para guitarra. (1985) Estreno: Cristina Zárate. (Montevideo, 1998)
- Masia Muju para flauta y orquesta (1987) Estreno: Pedro Eustache y orquesta Sinfonietta. Dirección: Eduardo Marturet (Caracas, 1988)
- Visión de los Vencidos Cantata para sopr. y orquesta. Texto basado en narraciones indígenas de la conquista de América. (1991). Estreno: Julia García Usher, Orquesta Sinfónica del Sodre. Dirección: Phillip Greenberg. (Montevideo, 1992)
- Kantule (original para oboe y piano) (versión para flauta y piano) (1992). Estreno: Claudia Rieiro (flauta) y RaquelFort (piano). (Montevideo, (1995)
- Canciones Indias (Mburucuyá, Tierra de Epifanías, Guyunusa, Miedo) para soprano y orquesta. Textos de Edda Piaggio (versión para soprano y piano) (1993) Estreno: Alba Tonelli y Orquesta Filarmónica de Montevideo. Dirección: Roberto García Mareco. (Montevideo, 1993)
- Cánticos Primigenios para cuarteto de cuerdas (basado en melodías indígenas sudamericanas) (1993). Estreno: Cuarteto Struny: Daniel Lasca, Juan Cannavó, violines) Cecilia Nicrosi (viola) y Virginia Aldado (violonchelo). (Montevideo, 2010)
- Homenaje a Astor Piazzolla Tres tangos titulados Sureño, El Emigrante, Adiós Maestro(original para piano) (estrenado en versión para bandoneón, piano y orquesta (Sureño: versión para orquesta de cuerdas y para quinteto de vientos) (El Emigrante: versión para violín y piano y para trío de violín, violonchelo y piano) (1994) Estreno: Hugo Díaz (bandoneón), Elida Gencarelli (piano) Orquesta Filarmónica de Montevideo. Dirección: Roberto García Mareco. (Montevideo, 1994)
- Orilla Este Tango para piano. (1994) Estreno: Raquel Boldorini. (San Francisco, Estados Unidos. 1997)
- Viejo Muelle Tango para barítono y piano. Texto de Raúl Montero (1995). Estreno: Raúl Montero (barítono) y Beatriz Lockhart (piano) (Montevideo, 1997)
- Pieza Montevideana Nº1 para bandoneón y orquesta de cámara, (versión para orquesta de cámara),(versión para violonchelo y piano) (1996). Estreno: Pablo Borda (bandoneón), Orquesta Filarmónica de Montevideo. Dirección: Federico García Vigil (Montevideo, 1997)
- Pieza Montevideana Nº2 para contrabajo y orquesta de cámara. (reducción para piano y contrabajo) (1999). Estreno: Carlos Weiske, Orquesta Filarmónica de Montevideo. Dirección: Federico García Vigil (Montevideo, 2000).
- Himno a Montevideo para soprano y piano. Texto de Iris Bombet Franco. (1998). Estreno: Vida Bastos (soprano), Beatriz Lockhart (piano) (Montevideo, 1999)
- Habanera para coro a capela. Texto de Raúl Montero. (versión para dúo de soprano y tenor con acompañamiento de piano (1998). Estreno: Coro de la Escuela Municipal de Música. Dirección: Rosmarie Rodríguez. (Torrevieja, España. 1999)
- Estilo a la Memoria de Eduardo Fabini para piano. (versión para orquesta de cámara) (2000). Estreno: Beatriz Lockhart (Montevideo, 2001)
- Tjuarikye para clarinete en si bemol y piano (2003) Estreno: Alejandro Aizcorbe (clarinete), Beatriz Lockhart (piano) (Montevideo, 2003)
- Pieza Montevideana Nº3 para violonchelo y orquesta (2004) Estreno: Germán Prentki con Orquesta Filarmónica de Montevideo. Dirección: Stanley Derusha. (Montevideo, 2005)
- Jazz Tango para piano. (2004). Estreno: Beatriz Lockhart (Montevideo, Uruguay)
- Son Sonetos para soprano y piano. Texto de Marinoel Nalborczyk. (2006). Estreno: en versión para tenor y piano. Raúl Pierri (tenor) y Silvia Contenti (piano) (Montevideo, 2006)
- Tu Nombre para soprano y piano. Texto de Graciela Genta. (2006). Estreno: Beatriz Lozano (soprano) Beatriz Lockhart (piano) (Montevideo, 2007)
- Tango a 3 para flauta, trombón y piano. (2007). Estreno: Natalia Bibbò (flauta), Natalia Sanabria (trombón), Emiliano Aires (piano) (Montevideo, 2007)
- Boca de Parche para coro a capela. (versión para mezzosoprano y piano) (2007) Estreno: Coro de la Escuela Municipal de Música. Dirección: Rosemarie Rodríguez (Montevideo, 2007)
- Milongamil para coro a capela. Texto de Marinoel Nalborczyk. (2007). Sin estrenar.
- Capricho Montevideano para viola y piano. (2008) Estreno: Mariana Mastrogiovanni (viola), Carmen Navarro (piano). (Montevideo, 2008)
- Pinares para soprano y piano. Texto de Mario Miani. (2008) Estreno: Beatriz Lozano (soprano) Beatriz Lockhart (piano). (Montevideo, 2008)
- El Indio para soprano y piano. Texto de Silvia Puentes de Oyenard. (2009). Sin estrenar.
- Destino para soprano y piano. Texto de Iris Bombet Franco. (2009) Estreno: Andrea Brassesco (soprano), Mayra Hernández (piano) (Montevideo, 2009)
- Pieza Montevideana Nº4 para trompeta, corno, trombón y orquesta. 2009. Estreno: Benjamín Browne (trompeta), Damián Barrera (corno), Mario Vega (trombón) Orquesta Filarmónica de Montevideo. Dirección: Martín Jorge. (Montevideo, 2012)
- La Perla Negra (ópera popular rioplatense sobre libreto de Raúl Montero, inspirado en la vida de la cantante uruguaya Lágrima Ríos) (2013) Estreno previsto para 2015.